# Penisola di Kitsap

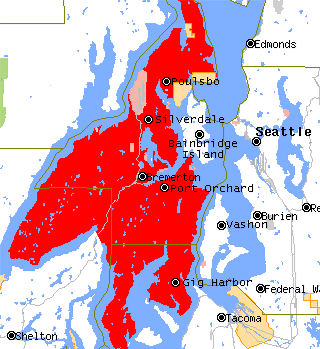
La penisola di Kitsap nello Stato di Washington.

La penisola di Kitsap si trova all'interno dello stretto di Puget, a ovest della città di Seattle, nello Stato di Washington, nella parte nordoccidentale degli Stati Uniti d'America, al confine con il Canada. Il lungo fiordo detto canale di Hood separa la penisola di Kitsap dalla più estesa penisola Olimpica che si trova sulla sponda occidentale.

## Caratteristiche
La penisola, localmente detta semplicemente "the Kitsap", comprende quasi tutta la Contea di Kitsap (tranne le due isole Bainbridge Island e Blake Island), la parte nordorientale della Contea di Mason e la parte nordoccidentale della Contea di Pierce. La città più importante è Bremerton.
Il punto più elevato della penisola di Kitsap è la Gold Mountain, alta 537 m.
La penisola di Kitsap ospita due importanti basi navali della U.S. Navy, la Puget Sound Naval Shipyard e la Base navale di Kitsap, formata dall'unione delle precedenti basi navali di Bangor e di Bremerton.

## Etimologia
In passato veniva chiamata Great Peninsula o Indian Peninsula, e "Great Peninsula" è tuttora il suo nome ufficiale nelle carte. L'attuale nome con cui è conosciuta deriva dal nome della Contea di Kitsap, che occupa la maggior parte del territorio della penisola. A sua volta il nome Kitsap deriva da quello del capo indiano Chief Kitsap, un guerriero e uomo di medicina della tribù di nativi americani dei Suquamish, vissuto tra il XVIII e il XIX secolo. 
La tribù di pescatori Suquamish apparteneva al gruppo dei Salish della costa, i cui territori ancestrali di provenienza erano localizzati proprio sulle coste orientali della penisola di Kitsap. Anche la città di Seattle deriva il suo nome dal più famoso membro di questa tribù, il Capo Seattle. La sede attuale della tribù Suquamish è nella Port Madison Indian Reservation, situata tra Poulsbo e il passaggio di Agate.
La penisola di Kitsap ospita anche la tribù dei Port Gamble S'Klallam, altro ramo dei Salish della costa, la cui sede principale è nella Port Gamble S'Klallam Indian Reservation a Little Boston, sulla costa nordoccidentale della penisola.

Il canale di Hood faceva inoltre parte dei possedimenti della comunità dei Twana, un altro sottogruppo dei Salish della costa, la cui sede principale è ora a Sokomish, nello Stato di Washington.